# Lijst van zoogdieren met Nederlandse namen - W
Dit is een lijst van zoogdieren met Nederlandse namen met als beginletter van hun wetenschappelijke naam een W.
| Wetenschappelijke naam | Eerste keuze        | Overige Nederlandse namen | Commentaar |
| ---------------------- | ------------------- | ------------------------- | ---------- |
| Wallabia bicolor       | Moeraswallaby       |                           |            |
| Wiedomys pyrrhorhinos  | Wieds roodsnuitmuis |                           |            |
| Wyulda squamicaudata   | Schubstaartkoesoe   |                           |            |

A · 
B ·
C ·
D ·
E ·
F ·
G ·
H ·
I ·
J ·
K ·
L ·
M ·
N ·
O ·
P ·
R ·
S ·
T ·
U ·
V ·
W ·
X ·
Z